# Amoeba Gig
Albums de Paul McCartney
Egypt Station
(2018) McCartney III
(2020)
Albums live de Paul McCartney
Paul McCartney Live in Los Angeles
(2010)
Amoeba Gig est le huitième album live de Paul McCartney sorti le 14 juillet 2019. C'est la captation complète du concert gratuit donné par le musicien britannique au magasin de disques Amoeba Music à Hollywood, le 27 juin 2007. Certaines de ces chansons ont précédemment été publiées sur le E.P. Amoeba's Secret en 2007 et sur l'album Paul McCartney Live in Los Angeles en 2010.

## Histoire
Paul McCartney et son groupe étaient en tournée et ont donné un concert secret dans un magasin de disques, Amoeba Music à Hollywood en Californie, dans le cadre de la promotion de l'album Memory Almost Full le 27 juin 2007. La performance a été publiée plus tard en novembre 2007 sous le titre Amoeba's Secret, un disque vinyle de 12" en édition limitée, et de nouveau en janvier 2009 sur CD. Trois chansons de l'album ont également été publiées en tant que faces B pour le single "Ever Present Past" en novembre 2007. Puis en 2010, l'ensemble est sorti sous le titre Live in Los Angeles, une version CD de 12 chansons distribuée gratuitement avec le journal "Daily Mail", ce qui en fait un album rarissime. En 2012, une version étendue du CD a été publié par le site Web de Paul McCartney, ajoutant deux chansons  supplémentaires. Le concert complet, avec les 21 chansons remixées par l'ingénieur de McCartney, Steve Orchard, a finalement été publié le 12 juillet 2019 sur CD, vinyle et téléchargement numérique sous le titre Amoeba Gig.

## Liste des titres
Toutes les chansons composées par Paul McCartney et l'astérisque dénote celles créditées à Lennon/McCartney, sauf indications contraires. Le symbole ‡ dénote des enregistrements inédits qui ne se retrouvait pas sur le E.P. ni sur les deux versions de l'album associés.
1. Drive My Car *
2. Only Mama Knows
3. Dance Tonight
4. C Moon (Paul McCartney, Linda McCartney)
5. The Long and Winding Road * ‡
6. I'll Follow the Sun * ‡
7. Calico Skies ‡
8. That Was Me
9. Blackbird *
10. Here Today
11. Back in the U.S.S.R. *
12. Nod Your Head
13. House Of Wax
14. I've Got a Feeling * ‡
15. Matchbox (Carl Perkins) ‡
16. Get Back *
17. Baby Face (Jan Garber) ‡
18. Hey Jude *
19. Let It Be * ‡
20. Lady Madonna *
21. I Saw Her Standing There *

## Musiciens
- Paul McCartney - Chant, basse, guitare acoustique, piano
- Rusty Anderson - Guitare solo
- Brian Ray - Guitare rythmique, basse
- David Arch - Claviers
- Abe Laboriel Jr. - Batterie